# Ливенка (Омская область)
Ливенка — исчезнувшая деревня в Горьковском районе Омской области. Входила в Октябрьского сельсовета. Упразднена в 1988 г.

## География
Располагалась на правом берегу реки Иртыш, в 3 км к северо-западу от села Октябрьское.

## История
Основана в 1869 году освобождёнными крестьянами из города Ливны (Орловской губернии). В 1928 г. состояла из 90 хозяйств. Центр Ливенского сельсовета Бородинского района Омского округа Сибирского края. В 1957 г. центр сельсовета перенесен в посёлок Демьяновской МТС.

## Население
По переписи 1926 г. в деревне проживало 550 человек (291 мужчина и 259 женщин), основное население — русские. Известные фамилии Писаревы, Киселёвы, Шабановы.